# ルートヴィヒ・グスタフ・フォルツ
ルートヴィヒ・グスタフ・フォルツ（Ludwig Gustav Voltz、または Louis Gustav Voltzとも、1825年4月28日 - 1911年12月26日）はドイツの画家、イラストレーターである。風景画や動物画を描いた。

## 略歴
バイエルン州のアウクスブルクに生まれた。父親のミカエル・フォルツ(Johann Michael Voltz:1784-1858)は画家、版画家で兄に家畜のいる風景画を得意としたフリードリヒ・フォルツ(1817-1886)がいる。
1842年からミュンヘン美術院で学んだ 。戦争の場面などを得意とする画家、ペーター・フォン・ヘスの影響を受け、風景画家のアドルフ・ハインリヒ・リールの影響も受けた。
トゥルン・ウント・タクシス侯爵家の令息らから注文を受けて、馬の絵を描き、猟の情景をもっぱら描いた。ミュンヘンの雑誌「Münchener Bilderbogen」の挿絵も描いた。
1848年からウィーンの展覧会に出展し、1854年からミュンヘンの展覧会に出展した。ミュンヘン美術協会(Kunstverein München)の会員になった。ミュンヘンで亡くなった。

## 作品

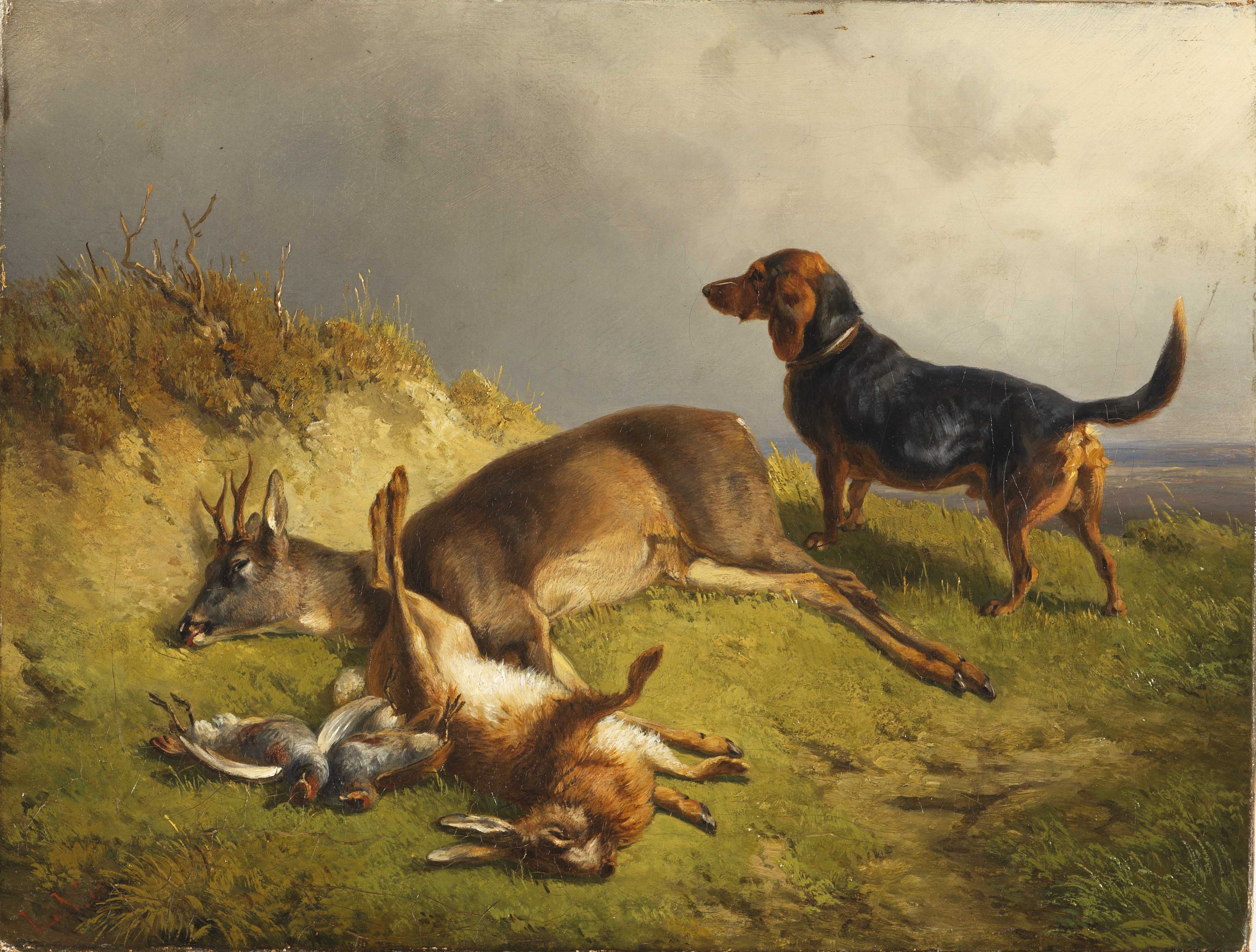
猟の獲物と猟犬
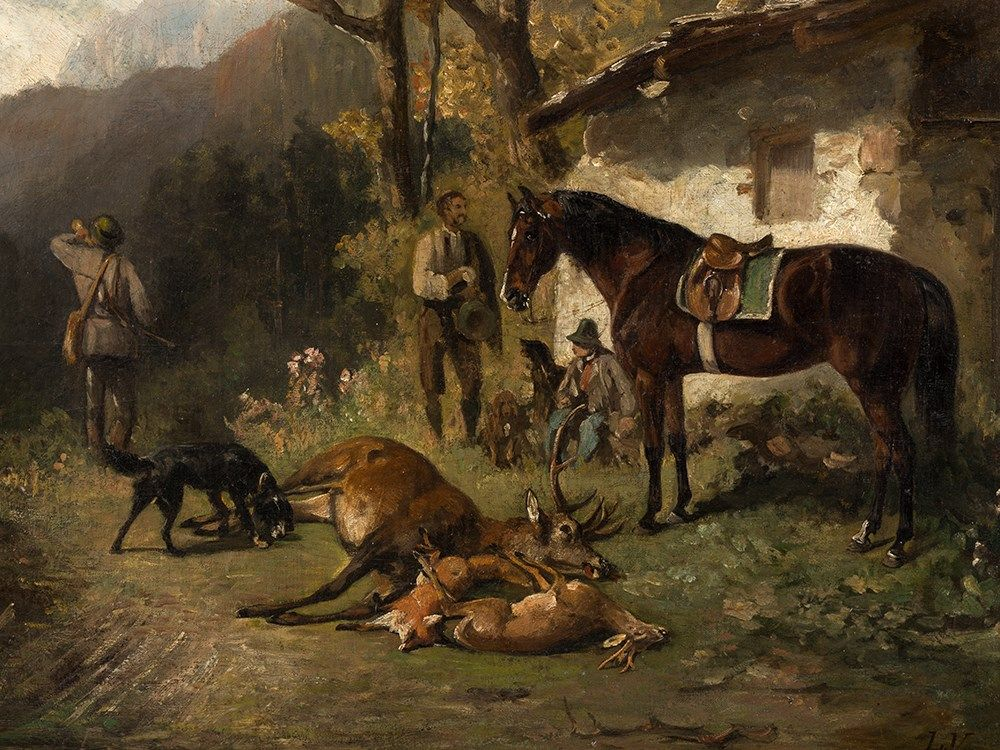
猟の風景
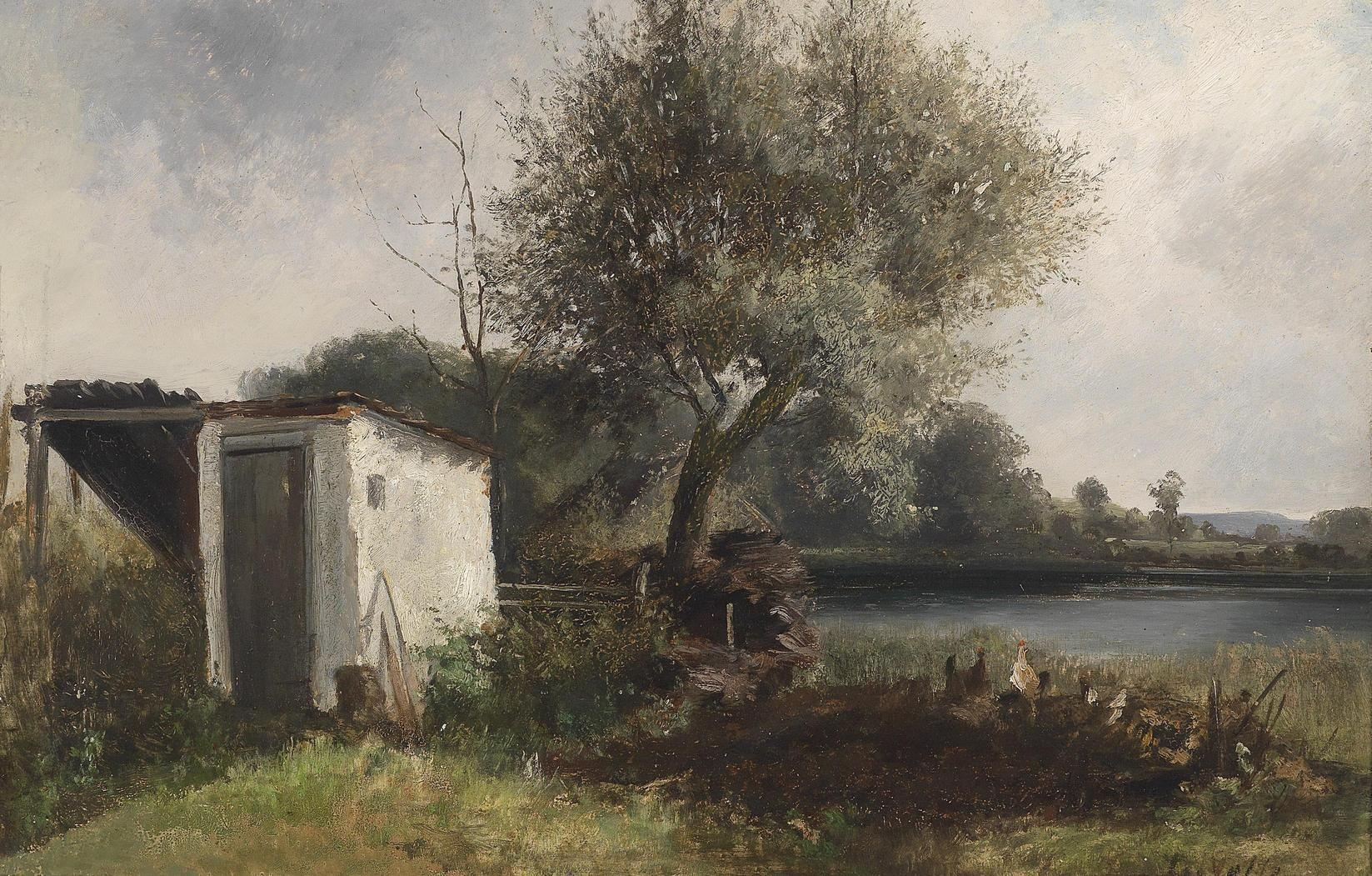
湖畔